# Imar
Imar (zm. 28 października 1161 w Cluny) – francuski benedyktyn i kardynał.
W młodym wieku wstąpił do klasztoru benedyktynów Saint-Martin des Champes w Paryżu. Śluby wieczyste złożył najpóźniej na początku 1123. Następnie został kolejno kustoszem i przeorem w Charite-sur-Loire, a w końcu opatem St. Moutierneuf w Poitiers. W marcu 1142 roku papież Innocenty II konsekrował go na kardynała biskupa Tusculum. W 1144-45 był legatem papieża Lucjusza II w Anglii. Sygnował bulle papieskie między 19 kwietnia 1142 a 7 marca 1159. W trakcie papieskiej elekcji 1159 poparł antypapieża Wiktora IV i konsekrował go 4 października 1159 w opactwie Farfa. Prawowity Papież Aleksander III ekskomunikował go wówczas i deponował z zajmowanych stanowisk. Sygnował bulle Wiktora IV z 15 i 19 lutego 1160. Krótko potem udał się jako legat Wiktora IV do Cluny, gdzie zapewnił wsparcie opactwa dla antypapieża. Ostatnia wzmianka o nim pochodzi z 7 kwietnia 1161 roku. Zmarł w opactwie Cluny i tam został pochowany.